# تاراواکا
تاراواکا (به پرتغالی: Tarauacá) یکی از شهرستان های برزیل است که در اکری واقع شده‌است.

## خصوصیات
تاراواکا ۱۵٬۵۵۳٫۴۳۰ کیلومترمربع مساحت و ۳۶٬۷۶۳ نفر جمعیت دارد و ۱۶۸ متر بالاتر از سطح دریا واقع شده‌است.